# Есертін-сюр-Івердон
Есертін-сюр-Івердон (фр. Essertines-sur-Yverdon) — громада  в Швейцарії в кантоні Во, округ Гро-де-Во.

## Географія
Громада розташована на відстані близько 70 км на південний захід від Берна, 21 км на північ від Лозанни.
Есертін-сюр-Івердон має площу 9,8 км², з яких на 6% дозволяється будівництво (житлове та будівництво доріг), 67,9% використовуються в сільськогосподарських цілях, 25,7% зайнято лісами, 0,3% не є продуктивними (річки, льодовики або гори).

## Демографія
2019 року в громаді мешкало 1031 особа (+18,8% порівняно з 2010 роком), іноземців було 12,7%. Густота населення становила 106 осіб/км².
За віковим діапазоном населення розподілялося таким чином: 25,9% — особи молодші 20 років, 59,9% — особи у віці 20—64 років, 14,2% — особи у віці 65 років та старші. Було 405 помешкань (у середньому 2,5 особи в помешканні).
Із загальної кількості 194 працюючих 50 було зайнятих в первинному секторі, 36 — в обробній промисловості, 108 — в галузі послуг.